# Eersel
Eersel é um município no sul dos Países Baixos na província Brabante do Norte.
Os municípios históricos Duizel en Steensel, Vessem e Wintelre en Knegsel foram repectivamente anexados nos anos de 1922, e 1997.

## Centros urbanos
Duizel, Eersel, Knegsel, Steensel, Vessem e Wintelre.

## Cidades-irmãs
Parceria com a cidade bretã Carquefou desde 1988.

## Informações
- Regionaal Historisch Centrum Eindhoven. Inventaris van de archieven van de Gemeente Eersel. Over de periode 1380–1930.